# IP PBX
IP PBX("Internet Protocol private branch exchange")는 내선 전화를 PSTN(공중 교환 전화망)에 연결하고 기업 내부 통신을 제공하는 시스템이다. IP PBX는 IP 연결이 가능한 PBX 시스템이며 TCP/IP 프로토콜 스택을 활용하여 추가 오디오, 비디오 또는 인스턴트 메시징 통신을 제공할 수 있다.
VoIP(음성 인터넷 프로토콜) 게이트웨이를 기존 PBX 기능과 결합하면 기업에서 관리되는 인트라넷을 사용하여 장거리 비용을 줄이고 음성 및 데이터용 단일 네트워크(통합 네트워크)의 이점을 활용할 수 있다. IP PBX는 CTI 기능도 제공할 수 있다.
IP PBX는 물리적 하드웨어 장치 또는 소프트웨어 플랫폼으로 존재할 수 있다.